# Геренда, Евгений Богданович
Евгений Богданович Геренда (укр. Євген Богданович Геренда; 11 апреля 1965, Калуш, Ивано-Франковская область, Украинская ССР, СССР) — украинский футбольный арбитр Первой национальной категории. Хобби — спорт.

## Карьера арбитра
Евгений Геренда начал работать арбитром в 1994 году, когда начал обслуживать матчи региональных соревнований. В этом же году Геренду перевели на обслуживание матчей любительского чемпионата Украины. Спустя 2 года, с 1996, Евгений Геренда стал обслуживать матчи Второй лиги Украины. С 2001 года — Первой лиги Украины, а с 2005 года — матчи наивысшего украинского дивизиона Премьер-лиги. В 2009 году отсудил матч за Суперкубок Украины.